# Fellipe Pereira Muniz
Fellipe Pereira Muniz (Ituiutaba, 7 de Septembre 1992) est un paléontologue brésilien. Il s'est consacré à l'étude des fossiles d'amphibiens anoures ainsi qu'à la taphonomie, la science responsable de la recherche sur la formation des fossiles.
Fellipe est diplômé en sciences biologiques de l'Université fédérale d'Uberlândia, campus Ituiutaba, terminant son cursus en 2015,. Son travail de fin d'études portait sur un examen des archives fossiles des amphibiens anoures dans le monde. Entre 2016 et 2018, il a fait sa maîtrise à l'Université de São Paulo, campus Ribeirão Preto, où il a étudié la taphonomie des vertébrés du bassin d'Acre, du Miocène supérieur de l'Amazonie brésilienne,. Après cela, entre 2018 et 2023, Fellipe a développé son doctorat, également à l'Université de São Paulo, campus Ribeirão Preto,, où il a fait recherches sur la taphonomie des crocodiliformes de la bassin Bauru, Cretacé supérieur. En 2024, il entame un post doctorat, toujours à l'Université de São Paulo, campus Ribeirão Preto, travaillant sur la taphonomie des vertébrés. Ce postdoctorat comprend une période de six mois à l'Université de Toronto, au Canada, entre avril et octobre 2025,.
En 2021, il faisait la couverture du magazine Palaios, à l'occasion de la parution d'un de ses articles sur la taphonomie du Bassin d'Acre. En 2022, il a participé à la description d'une nouvelle espèce d'anoure du bassin de Bauru, Baurubatrachus santosdoroi, et de la publication d'un chapitre de livre sur les vertébrés fossiles du bassin d'Acre.